# Micromyzus kalimpongensis
Micromyzus kalimpongensis är en insektsart. Micromyzus kalimpongensis ingår i släktet Micromyzus och familjen långrörsbladlöss. Inga underarter finns listade i Catalogue of Life.